# Christian Albrecht (Hohenlohe-Langenburg)
Christian Albrecht Ludwig, Fürst zu Hohenlohe-Langenburg (* 27. März 1726 in Langenburg; † 4. Juli 1789 in Ludwigsruhe) war ein Angehöriger des Hochadelshauses Hohenlohe. Er war niederländischer Generalleutnant und von  1765 bis 1789 der 2. Fürst des Hauses Hohenlohe-Langenburg.

## Abstammung
Christian Albrecht wurde als erstes Kind von Graf Ludwig zu Hohenlohe-Langenburg (1696–1765) und Gräfin Eleonore von Nassau-Saarbrücken (1707–1769) geboren. Am 7. Januar 1764 wurde sein Vater von Kaiser Franz I. in den Reichsfürstenstand erhoben.

## Ehe und Nachkommen
Am 13. Mai 1761 heiratete er in Gedern seine Cousine Prinzessin Caroline zu Stolberg-Gedern (1731–1796), Tochter von Fürst Friedrich Carl zu Stolberg-Gedern.
Aus der Ehe gingen folgende Kinder hervor:
- Carl Ludwig (* 10. September 1762; † 4. April 1825) ⚭ Gräfin Amalie zu Solms-Baruth
- Louise Eleonore (* 11. August 1763; † 30. April 1837) ⚭ Herzog Georg I. von Sachsen-Meiningen
- Gustav Adolf (* 9. Oktober 1764; † 21. Juli 1796)
- Christine Caroline (* 19. November 1765; † 6. Dezember 1768)
- Ludwig Wilhelm (* 16. Februar 1767; † 17. Dezember 1768)
- Christian August (* 15. März 1768; † 18. April 1796)
- Auguste Karoline (* 15. November 1769; † 30. Juli 1803)